# Meistriliiga (2013)
Meistriliiga 2013 (znana jako A. Le Coq Premium liiga ze względów sponsorskich) była 23. edycją najwyższej klasy rozgrywkowej piłki nożnej w Estonii.
Brało w niej udział 10 drużyn, które w okresie od 2 marca do 9 listopada 2013 rozegrały 36 kolejek meczów. Obrońcą tytułu była Nõmme Kalju. Mistrzostwo po raz ósmy w historii zdobyła drużyna Levadia Tallinn.

## Uczestniczące drużyny
| Uczestnicy poprzedniej edycji | Uczestnicy poprzedniej edycji | Uczestnicy poprzedniej edycji | Uczestnicy poprzedniej edycji |
| --- | ----------------------------- | ----------------------------- | ----------------------------- |
| NÕM | Nõmme Kalju                   | Tallinn                       | 1                             |
| LEV | Levadia Tallinn               | Tallinn                       | 2                             |
| FLO | Flora Tallinn                 | Tallinn                       | 3                             |
| NVA | JK Narva Trans                | Narwa                         | 4                             |
| SLK | JK Sillamäe Kalev             | Sillamäe                      | 5                             |
| PAI | Paide Linnameeskond           | Paide                         | 6                             |
| FCV | FC Viljandi                   | Viljandi                      | 7                             |
| KUR | FC Kuressaare                 | Kuressaare                    | 8                             |
| TMT | Tartu JK Tammeka              | Tartu                         | 10                            |
| po barażach |                               |                               |                               |
| KAL | Kalev Tallinn                 | Tallinn                       | 9                             |
| Awans z Esiliigi |                               |                               |                               |
| INF | Tallinna FC Infonet           | Tallinn                       | 1                             |
| Oznaczenia: - kolumna pierwsza – skróty nazw drużyn, - kolumna trzecia – siedziba klubu, - kolumna czwarta – miejsce zajęte w poprzednim sezonie. |                               |                               |                               |

## Tabela
| Lp. | Drużyna                | M  | Z  | R | P  | B+ | B– | +/– | Pkt | Kwalifikacja lub spadek                     |
| --- | ---------------------- | -- | -- | - | -- | -- | -- | --- | --- | ------------------------------------------- |
| 1   | Levadia Tallinn (M, P) | 36 | 30 | 1 | 5  | 69 | 24 | +45 | 91  | Liga Mistrzów UEFA • I runda kwalifikacyjna |
| 2   | Nõmme Kalju            | 36 | 26 | 6 | 4  | 78 | 23 | +55 | 84  | Liga Europy UEFA • I runda kwalifikacyjna   |
| 3   | Sillamäe Kalev         | 36 | 23 | 6 | 7  | 75 | 22 | +53 | 75  | Liga Europy UEFA • I runda kwalifikacyjna   |
| 4   | Flora Tallinn          | 36 | 21 | 5 | 10 | 83 | 40 | +43 | 68  |                                             |
| 5   | Paide Linnameeskond    | 36 | 15 | 2 | 19 | 43 | 58 | −15 | 47  |                                             |
| 6   | Infonet Tallinn        | 36 | 10 | 8 | 18 | 36 | 56 | −20 | 38  |                                             |
| 7   | Narva Trans            | 36 | 11 | 3 | 22 | 39 | 55 | −16 | 36  |                                             |
| 8   | Kalev Tallinn          | 36 | 10 | 4 | 22 | 35 | 77 | −42 | 34  |                                             |
| 9   | Tartu Tammeka (B, O)   | 36 | 8  | 8 | 20 | 30 | 68 | −38 | 32  | baraż o Meistriliiga                        |
| 10  | Kuressaare (S)         | 36 | 2  | 5 | 29 | 22 | 87 | −65 | 11  | spadek do Esiliiga                          |

## Wyniki
| Gospodarz \ Gość    | FLO | INF | NÕM | KUR | LEV | PAI | SIL | T.K | TAM | NAR | FLO | INF | NÕM | KUR | LEV | PAI | SIL | T.K | TAM | NAR |
| ------------------- | --- | --- | --- | --- | --- | --- | --- | --- | --- | --- | --- | --- | --- | --- | --- | --- | --- | --- | --- | --- |
| Flora Tallinn       |     | 1–1 | 1–0 | 6–0 | 0–3 | 1–0 | 3–0 | 4–1 | 2–0 | 1–0 |     | 2–3 | 0–3 | 4–0 | 1–2 | 0–0 | 0–3 | 5–0 | 2–2 | 2–0 |
| Infonet Tallinn     | 0–2 |     | 0–3 | 0–0 | 0–1 | 1–2 | -:1 | 2–0 | 0–0 | 1–0 | 1–2 |     | 1–1 | 1–1 | 0–3 | 1–2 | 1–0 | 0–1 | 3–1 | 3–2 |
| Nõmme Kalju         | 4–3 | 2–0 |     | 2–1 | 1–0 | 1–0 | 0–0 | 2–0 | 2–0 | 4–0 | 2–2 | 5–0 |     | 4–0 | 2–1 | 2–0 | 1–0 | 4–2 | 3–0 | 3–1 |
| Kuressaare          | 2–4 | 1–1 | 0–1 |     | 0–1 | 0–1 | 1–4 | 1–3 | 0–0 | 2–0 | 0–1 | 0–3 | 0–4 |     | 2–4 | 1–2 | 0–5 | 1–4 | 0–0 | 1–0 |
| Levadia Tallinn     | 1–0 | 2–1 | 1–0 | 2–1 |     | 1–0 | 0–0 | 1–0 | 3–1 | 3–0 | 3–1 | 3–0 | 2–1 | 2–1 |     | 1–0 | 1–0 | 5–0 | 2–0 | 2–1 |
| Paide Linnameeskond | 0–6 | 4–0 | 2–3 | 3–0 | 3–4 |     | 2–1 | 2–1 | 6–2 | 0–1 | 0–5 | 2–0 | 0–4 | 4–1 | 1–3 |     | 0–3 | 1–0 | 1–2 | 0–3 |
| Sillamäe Kalev      | 2–1 | 3–0 | 1–1 | 4–0 | 2–0 | 3–0 |     | 0–0 | 1–1 | 3–2 | 2–1 | 2–0 | 1–1 | 2–0 | 1–2 | 3–1 |     | 2–0 | 6–0 | 2–1 |
| Kalev Tallinn       | 2–4 | 1–4 | 1–3 | 1–0 | 0–1 | 1–0 | 1–0 |     | 0–2 | 1–2 | 1–1 | 3–1 | 1–1 | 3–1 | 1–4 | 1–2 | 0–9 |     | 2–1 | 0–4 |
| Tartu Tammeka       | 1–4 | 0–3 | 0–3 | 3–1 | 2–1 | 0–1 | 0–2 | 3–0 |     | 1–1 | 0–4 | 1–1 | 0–3 | 3–2 | 0–2 | 0–0 | 0–3 | 0–1 |     | 1–2 |
| Narva Trans         | 0–3 | 1–1 | 2–0 | 2–0 | 1–0 | 0–1 | 1–2 | 1–1 | 1–2 |     | 1–4 | 1–2 | 0–2 | 3–1 | 0–2 | 2–0 | 0–2 | 3–1 | 0–1 |     |

1. ↑  Mecz 17. kolejki (6.07) między Infonet Tallinn a Sillamäe Kalev anulowano. Zwycięstwo przyznano Sillamäe Kalev, ponieważ Infonet wystawił nieuprawnionego zawodnika[6]. Mecz zakończył się wynikiem 0–1.

## Baraż o Meistriliiga
Tartu Tammeka wygrał 6-2 dwumecz z Rakvere Tarvas czwartą drużyną Esiliiga o miejsce w Meistriliiga
na sezon 2014.
| 17 listopada 2013 | Rakvere Tarvas   | 1:2   | Tartu Tammeka                       |                                                                  |
| 12:00             | Tarmo Rebane 80' | (0:1) | 26' Tauno Tekko · 68' Rasmus Tomson | Rakvere kunstmurustaadion, Rakvere Widzów: 350 Sędzia: Jaan Roos |

| 23 listopada 2013 | Tartu Tammeka                                                    | 4:1   | Rakvere Tarvas |                                                                  |
| 12:00             | Heiko Tamm 9', 62' · Jüris Sahkur 13' (sam.) · Rasmus Tomson 21' | (3:0) | 51' Henri Hang | Stadion Centralny, Valga Widzów: 174 Sędzia: Kristo Külljastinen |

## Najlepsi strzelcy
| Bramki | Strzelcy               | Drużyna         |
| ------ | ---------------------- | --------------- |
| 23     | Vladimir Voskoboinikov | Nõmme Kalju     |
| 22     | Rimo Hunt              | Levadia Tallinn |
| 17     | Kassim Aidara          | Sillamäe Kalev  |
| 16     | Albert Prosa           | Flora Tallinn   |
| 16     | Wiaczesław Zahovaiko   | Sillamäe Kalev  |
| 15     | Hidetoshi Wakui        | Nõmme Kalju     |
| 14     | Sander Post            | Flora Tallinn   |
| 11     | Tarmo Neemelo          | Nõmme Kalju     |
| 10     | Jewgienij Kabajew      | Sillamäe Kalev  |
| 9      | Rauno Alliku           | Flora Tallinn   |
| 9      | Nikolai Mašitšev       | Sillamäe Kalev  |
| 9      | Artur Rättel           | Levadia Tallinn |

Źródło:

## Stadiony
| Flora Tallinn   |
| --------------- |
| A. Le Coq Arena |
|                 |

| Infonet Tallinn |
| --------------- |
| Sportland Arena |
|                 |

| Kalev Tallinn            |
| ------------------------ |
| Stadion Centralny Kalevi |
|                          |

| Kuressaare               |
| ------------------------ |
| Kuressaare linnastaadion |
|                          |

| Narva Trans               |
| ------------------------- |
| Narva Kreenholmi staadion |
|                           |

| Nõmme Kalju Levadia Tallinn |
| --------------------------- |
| Stadion Kadriorg            |
|                             |

| Paide Linnameeskond           |
| ----------------------------- |
| Stadion Paide Ühisgümnaasiumi |
|                               |

| Sillamäe Kalev         |
| ---------------------- |
| Stadion Sillamäe Kalev |
|                        |

| Tartu Tammeka  |
| -------------- |
| Tamme staadion |
|                |

Źródło: